# Listă de nematomorfe din România
Lista nemetomorfelor din România cuprinde peste 10 specii.

## OrdinulChordodea

### FamiliaChordodidae
- Dacochordodes bacescui Câpuse 1965
- Gordionus alpestris (Villot 1885)
- Gordionus dubiosus Heinze 1937
- Gordionus lunatus Muller 1927
- Gordionus scaber Muller 1927
- Parachordodes pustulosus (Baird 1853)
- Paragordius stylosus (von Linstow 1883)
- Paragordius tricuspidatus (Dufour 1828)

## OrdinulGordea

### FamiliaGordiidae
- Gordius aquaticus Linnaeus 1758
- Gordius dectici Heinze 1937
- Gordius germanicus Heinze 1937
- Gordius sinareolatus Havlik 1949